# Michael Farin
Michael Farin (* 1953 in Rotenburg (Wümme)) ist ein deutscher Germanist, Verleger und Autor.

## Leben und Wirken
Michael Farin wuchs in Neuenkirchen bei Soltau in Niedersachsen auf; sein Abitur legte er 1973 am Gymnasium Soltau ab. Ab Herbst 1973 studierte er an der Universität München Germanistik, Philosophie und Theaterwissenschaften. Im Jahr 1979 wurde er an der Philosophischen Fakultät im Fachbereich Sprach- und Literaturwissenschaften II mit der Arbeit Otto Flakes Lauda-Romane „Die Stadt des Hirns“ und „Nein und Ja“: Dokumentation, Analyse, Bibliographie promoviert. Farin publiziert zu Themen wie Film, Kriminologie, Kunst, Literatur (z. B. Otto Flake), Philosophie, Psychologie und Wüste. Außerdem gibt er Literatur von und über klassische Personen des Sadomasochismus wie Leopold von Sacher-Masoch, Erzsébet Báthory, Donatien Alphonse François de Sade, Octave Mirbeau, Ernst Schertel und Maria Eichhorn heraus.
Mit Romuald Karmakar schrieb er die Drehbücher von Der Totmacher und Frankfurter Kreuz.
1982 gründete er in München den Verlag belleville. Von 1984 bis 1988 war Farin als Fachbereichsleiter im Kulturreferat München tätig.
Ab 1980 schrieb und produzierte Farin Hörspiele, Hörspielbearbeitungen und Features für den Bayerischen Rundfunk, den Hessischen Rundfunk, den Westdeutschen Rundfunk und den Deutschlandfunk, bei denen er teilweise auch Regie führte. Mehrere seiner Bearbeitungen wurden als Hörspiel des Monats ausgezeichnet, die Bearbeitung von Metropolis nach Thea von Harbou wurde 2001 „Hörspiel des Jahres“. Farin erhielt 2013 den Wilhelm-Freiherr-von-Pechmann-Preis (zusammen mit Katarina Agathos und Susanne Heim) für die dokumentarische Höredition des Bayerischen Rundfunks Die Quellen sprechen. Die Verfolgung und Ermordung der europäischen Juden durch das nationalsozialistische Deutschland.
Im Jahr 2000 inszenierte Farin am Bayerischen Staatsschauspiel das Stück Mein Freund Hitler des japanischen Autors Yukio Mishima. Farin verantwortete verschiedene Produktionen für die Volksbühne am Rosa-Luxemburg-Platz in Berlin: Kyffhäuser/Unternehmen Barbarossa/Träume vom Tod! (2012), Schwarzes Gold (2013), Call me Burroughs (2014). 2013 trat er mit der Konzert-Performance Polka Hurricane – Corridos prohibidos gemeinsam mit Zeitblom beim Festival „Böse Musik“ im Haus der Kulturen der Welt in Berlin auf.
1999 kuratierte er die Ausstellung „Polizeireport 1799–1999“ in München und 2003 „Phantom der Lust“ in Graz, 2005 die Ausstellung „polymorph pervers“ für das Kunstfest Weimar.
Er inszenierte Lesungen im Rahmen des Festivals „Lesen ohne Atomstrom. Die Erneuerbaren Lesetage“ (Hamburg 2019, 2021 und 2023) sowie für den „Sternenhimmel der Menschheit“ der Stiftung Kunst und Natur (Nantesbuch/Karpfsee 2021, 2022 und 2023).
Michael Farin lebt in München.

## Werke

### Hörspiele
- 1994: Ich wünsche mir jede Nacht einen Traum – Mord/Versuch in vier Stimmen. Mit Michael Wittenborn und Peter Roggisch. Regie: Stefan Hardt. BR
- 1995: Der innere Turm. Mit Alexandra Maetz, Tim Schlöder, Oliver Baierl, Alexej Sagerer. Regie: Bernhard Jugel. BR 1995. Als Podcast/Download im BR Hörspiel Pool.[1]
- 1996: Orson Welles: Mr. Arkadin. Bearbeitung: Michael Farin/Hans Schmid. Mit Siemen Rühaak, Anna Thalbach, Rolf Schult u. a. Musik: Albrecht Ginthör und Philip Tillotson. Komposition: Klaus Buhlert. Regie: Ulrich Gerhardt. BR/WDR
- 1996: Orson Welles – Der Koloss (zusammen mit Hans Schmid). Mit Gert Heidenreich, Thomas Holtzmann und Kornelia Boje. Regie: Bernhard Jugel. BR
- 1997: mit Romuald Karmakar: Das Warheads-Oratorium. Musik: Kalle Laar, Zeitblom. Produktion: BR Hörspiel und Medienkunst. intermedium records 006, Erding 2001, ISBN 978-3-939444-07-7.
- 1997: Norbert Jacques: Dr. Mabuse der Spieler. (Bearbeitung zusammen mit Hans Schmid). Mit Dieter Mann, Ulrich Wildgruber, Rolf Becker, Krista Posch, Nina Hoger u. a. Komposition: Willy Sommerfeld. Regie: Annette Kurth. WDR
- 1998: Unterwegs. Nach Jack Kerouac, BR Hörspiel und Medienkunst.
- 1998: Zarzura (zusammen mit Raoul Schrott). Mit Edgar Selge, Ignaz Kirchner, Max Raabe und Michael Lucke. Regie: Klaus Buhlert. BR
- 1999: H wie Hitchcock – Eine Talkshow (zusammen mit Hans Schmid). Mit Wolfgang Hess, Roderich Fabian, Stephan Rabow und Sophie von Kessel. Regie: Bernhard Jugel. BR
- 1999: Norbert Jacques: Das Testament des Dr. Mabuse. Mit Otto Sander, Hermann Treusch, Gunter Schoß u. a. Regie: Thomas Werner. WDR
- 1999: Mephisto. Nach Klaus Mann. Musik und Regie: Klaus Buhlert. BR/MDR. Der Hörverlag, München 1999, ISBN 3-89584-722-4, ISBN 3-89584-622-8 (Tonkassetten).
- 2000: mit Raoul Schrott, Sylvester Groth, Michael Maertens: Die Wüste Lop Nor. Nach Raoul Schrott. Regie: Barbara Schäfer, Musik: Ulrike Haage. BR Hörspiel und Medienkunst. Der Hörverlag, München 2000, ISBN 3-89584-840-9.
- 2001: Die Akte Rosa Peham (Rosa-Trilogie Teil 1). Nach Thomas Harlan. Regie: Bernhard Jugel. BR Hörspiel und Medienkunst. intermedium records 011, Erding 2001, ISBN 978-3-939444-12-1.
- 2001: Amokkopf. Mit Axel Milberg, Sophie von Kessel, Christiane Roßbach u. a. Musik: Zeitblom/Kalle Laar. Regie: Bernhard Jugel. hr
- 2002: Mafarka, der Futurist. Nach Filippo Tommaso Marinetti. Musik und Regie: Klaus Buhlert. BR Hörspiel und Medienkunst.
- 2002: Metropolis. Nach dem Roman von Thea von Harbou. Regie: Bernhard Jugel. Musik: Kalle Laar und Zeitblom. Random House Audio, Köln 2002, ISBN 3-89830-416-7. (Rezension bei perlentaucher.de)
- 2002: Heroine des Grauens – Anatomie eines Stars. Mit Angelica Domröse und Judith Engel. Musik: Gerd Bessler. Regie Ulrike Brinkmann. DLF
- 2002: Sterne der Hölle – Nachrichten von den Meistern des Bösen. DLF
- 2004: George Grosz: Hirnzirkus-Gedankenflüge – Bearbeitung (Hörspiel – DLR Berlin)
- 2005: Die Spinnen. Nach Fritz Lang. Regie: Thomas Wolfertz, Musik: Zeitblom. DLR, ISBN 3-937458-16-6.
- 2005: Demonen – Nicht-letale Strategien. Ein Radio-Stück nach dokumentarischen Gesprächen und Texten (zusammen mit Olaf Arndt). Mit Manfred Zapatka, Ilka Teichmüller, Martin Engler und Nadja Schulz-Berlinghoff. Musik: Zeitblom. Regie: Michael Farin. RB[2]
- 2006: Lisa Fittko, Chicago 2000 (zusammen mit Katrin Seybold). Musik: Zeitblom. Regie: Michael Farin. BR
- 2006: Mir geht nichts über mich! Oder Wie sich Max Stirner die Welt dachte. Mit Nadeshda Brennicke, Marijam Agischewa, Jens Harzer, Gert Heidenreich und Wolfgang Hess. Musik: Steve Heather, Martin Siewert und Zeitblom. Regie: Michael Farin. BR
- 2006: Oswald Wiener: Die Verbesserung von Mitteleuropa, Roman. Regie: Marlene Breuer. Mit Wolfram Berger, Donata Höffer, Hanns Jörg Krumpholz, Sascha Icks und Oswald Wiener. Musik: Zeitblom. hr
- 2007: Do what you like – 17 Songs für Aleister Crowley. Mit August Diehl, Alexander Hacke, Hitomi Makino, Bernhard Schütz und Ilka Teichmüller. Musik: Tony Buck, Steve Heather, Martin Siewert und Zeitblom. Musik: Zeitblom. WDR (als CD: ISBN 978-3-936298-77-2)
- 2007: Max Beckmann: Hartschädel – Botschaften vom König des Lebens – Bearbeitung und Regie (Hörspiel – DKultur)
- 2007: Fritz Lang/Thea von Harbou: M – Eine Stadt sucht einen Mörder. Bearbeitung: Michael Farin. Mit Burkhard Dabinnus, Eva Gosciejewicz, Gert Heidenreich u. a. Komposition: Kalle Laar/Zeitblom. Regie: Bernhard Jugel. BR
- 2007: Raoul Hausmann: HYLE – Ein Traumsein in Spanien. Mit Marijam Agischewa, Axel Milberg, Bernhard Schütz, Michèle Tichawsky. Bearbeitung und Regie: Michael Farin. BR.
- 2008: Louis-Ferdinand Céline: Reise ans Ende der Nacht I-V. Mit Florian von Manteuffel, Felix von Manteuffel, Rainer Bock, Jens Harzer u. v. a. Regie: Ulrich Lampen. BR – 1. Platz hr 2-Hörbuchbestenliste Mai 2008 / Deutscher Hörbuchpreis 2009
- 2008: Heinrich Mann, Josef von Sternberg, Michael Farin: Der Blaue Engel. Mit Nadeshda Brennicke, Martin Umbach, Tommi Piper u. a. Regie: Bernhard Jugel. BR
- 2008: mit Joachim Gärtner: Buy one get one free – Die Geschichte von Tookie und Arnie WDR
- 2009: Edgar Allan Poe: POEsPYM (Teil I: Grampus / Teil II: Tsalal). Mit Bernhard Schütz, Ulrich Noethen, Christian Wittmann und Nadeshda Brennicke. Komposition: Zeitblom. Bearbeitung und Regie: Michael Farin. Deutschlandradio
- 2010: Hundert nackte Kängurus (zusammen mit Hans Schmid). Mit Joachim Witt, Ulli Lommel, Michael Lucke u. a. Musik: Ali N. Askin, Steve Heather, Stefan Weyerer und Zeitblom. WDR
- 2010: Joris-Karl Huysmans: Gegen den Strich. Mit Jens Harzer, Michael Rotschopf und Nina Petri. Musik: Zeitblom. Bearbeitung und Regie: Michael Farin. DLF
- 2010: Michel Tournier: Der Erlkönig (Teil I: Die sinistren Aufzeichnungen des Abel Tiffauges, Teil II: Der Oder von Kaltenborn). Mit Ulrich Noethen, Bernhard Schütz, Astrid Meyerfeldt u. a. Komposition: Zeitblom. Bearbeitung und Regie: Michael Farin. DLR
- 2011: Klaus Kinski: Um mich herum ist es dunkel – und in mir wächst das Licht. Mit Blixa Bargeld, Ulrich Matthes und Nadeshda Brennicke. Bearbeitung: Peter Geyer. Musik: Zeitblom. DLF und hr
- 2011: Raoul Schrott: Die erste Erde – Buch 1 – Work in Progress. Komposition: Hermann Kretzschmar. Regie: Iris Drögekamp. SWR/BR
- 2011: Berlin[Frau]Sinfonie. Mit Nadeshda Brennicke, Alexandra Marisa Wilcke und Joachim Witt. Background Vocals: Liesa van der Aa, Kathrin Lohmann und Susanne Franzmeyer. Musik: Ali Askin, Steve Heather, Boram Lie, Martin Siewert, Michael Weilacher und Zeitblom. BR (als CD: ISBN 978-3-943157-71-0)
- 2012: Kyffhäuser/Unternehmen Barbarossa/Träume vom Tod! (mit Zeitblom) – Mitschnitte aus der Berliner Volksbühne – Mit Blixa Bargeld, Meret Becker, Nadeshda Brennicke, Jens Harzer, Ulrich Matthes, Bernhard Schütz. Musik: Jochen Arbeit, Achim Färber und Zeitblom (als CD: ISBN 978-3-943157-73-4)
- 2012: Wagnis Weiße Rose – Teil 1: Es lebe die Freiheit, Teil 2: Ihr Geist lebt weiter (zusammen mit Katrin Seybold). Musik: Zeitblom. BR
- 2012: Jean Eustache: Die Mama und die Hure. Mit Christoph Luser, Nadeshda Brennicke und Michele Tichawsky. Bearbeitung und Regie: Michael Farin. SWR.
- 2013: Cookie. 7 Takes aus ihrem Leben. Mit Kathrin Angerer, Meret Becker, Nadeshda Brennicke, Melika Foroutan, Anne Ratte-Polle, Lilith Stangenberg und Alexandra Marisa Wilcke sowie Blixa Bargeld, Genesis Breyer P-Orridge und Lars Rudolph. Musik: Jochen Arbeit, Achim Färber, Lars Rudolph und Zeitblom. WDR (als CD: ISBN 978-3-946875-66-6)
- 2013ff.: Die Quellen sprechen – Die Verfolgung und Ermordung der europäischen Juden durch das nationalsozialistische Deutschland 1933–1945. Bearbeitung Teil I, IV, VII: Michael Farin. Mit Matthias Brandt, Bibiana Beglau, Wiebke Puls. Regie Ulrich Gerhardt. BR
- 2014: Wintersoldat – Nach dem Film „Winter Soldier“ (1972) und Dokumenten aus dem VVAW-Archiv. Mit Jens Harzer, Michael Rotschopf, Ulrich Noethen, Joachim Witt, Rolf-Peter Kahl. Bearbeitung und Regie: Michael Farin. DLR.
- 2014: Polka Hurricane – Drogenkriegstotentanz (mit Zeitblom). Mit Blake Worrell und Dred Sama, Alice Dwyer, Marc Hosemann und Anne Ratte-Polle sowie Genesis Breyer P-Orridge und Joachim Witt. Musik: Jochen Arbeit, Bela Brauckmann, Achim Färber und Zeitblom. WDR 2014 (als CD: ISBN 978-3-946875-67-3)
- 2014: Marquis de Sade: Die Philosophie im Boudoir. Mit Jens Harzer, Ulrich Noethen, Dagmar Manzel, Anne Ratte-Polle, Lilith Stangenberg und Blixa Bargeld. Bearbeitung und Regie. Michael Farin (3 CDs – Der Hörverlag: ISBN 978-3-8445-1457-5)
- 2015: Hiob Gesicht Gottes. Nach Thomas Harlan. Mit Blixa Bargeld. Musik: Zeitblom. hr/DLR
- 2015: Glücklich hier – 6 Takes. Mit Nadeshda Brennicke. Musik: Jochen Arbeit, Stefan Weyerer und Zeitblom. ISBN 978-3-943157-72-7
- 2016: Raoul Schrott: Die Kunst an nichts zu glauben – De Arte Nihil Credendi. Mit Katharina Franck, Patrick Güldenberg, Ulrich Noethen u. a. Komposition: Suzanne Farrin. DLR
- 2016: Hugo Ball: Tenderenda der Phantast I–II. Mit Meret Becker, Nadeshda Brennicke, Katharina Franck u. a. Musik: Franz Hautzinger. BR
- 2011–2016: Raoul Schrott: Erste Erde Epos – 18 Hörspiele sowie 17 Gespräche. – Mit Kathrin Angerer, Bibiana Beglau, Katja Bürkle, Gabriele Blum, Sibylle Canonica, Samuel Finzi, Patrick Güldenberg, Jens Harzer, Irm Hermann, Sophie von Kessel, Tobias Lelle, Felix von Manteuffel, Florian von Manteuffel, Dagmar Manzel, Axel Milberg, Ulrich Noethen, Anne Ratte-Polle, Raoul Schrott, Vera Teltz, Martin Umbach und Hanns Zischler. BR/Hörspiel und Medienkunst 2011–2016. Als CD-Box: Der Hörverlag, München ISBN 978-3-8445-2367-6
- 2017: Karl May: Sitara – Land der Sternenblumen I–IV. Mit Felix Klare, Aurel Manthei, Sibylle Canonica, Michèle Tichawsky, Peter Fricke, Juliane Köhler, Stefan Wilkening. Komposition: Franz Hautzinger. Bearbeitung/Regie: Michael Farin. BR.
- 2017: Nr. 989, Aichach – Vera Brühne Mitschnitte. Dreiteiliges Hörspiel beruhend auf den Akten und Tonbandmitschnitten der Vernehmungen im Fall Vera Brühne. Mit Corinna Harfouch,  Peter Lohmeyer und Lilith Stangenberg. BR. Als Podcast/Download im BR Hörspiel Pool.[3]
- 2017: Nanni Balestrini: Der Verleger. Teil I und II. Mit Blixa Bargeld, Bibiana Beglau, Nadeshda Brennicke, Aurel Manthei, Udo Schenk und Manfred Zapatka. Komposition: Suzanne Farrin. Bearbeitung und Regie: Michael Farin. BR.
- 2018: Joris-Karl Huysmans: Zutiefst da drüben. Teil I und II. Mit Jens Harzer, Melika Foroutan, Ulrich Noethen, Udo Schenk und Joachim Witt. Komposition: Franz Hautzinger. Realisation: Michael Farin. BR.
- 2021: Euripides: Die Orestie. Teil I und II. Übersetzung: Raoul Schrott. Mit Melika Foroutan, Michael Rotschopf, Friedhelm Ptok, Ulrich Matthes, Tonio Arango, Corinna Harfouch, Ulrich Noethen, Patrick Güldenberg, Bernhard Schütz, Alexandra Marisa Wilcke, Hansa Czypionka. Komposition: Franz Hautzinger. Bearbeitung und Regie: Michael Farin. DLF Kultur 2021.
- 2022: Allen Ginsberg: Die wilden Augen! Die heiligen Schreie! Prosa und Lyrik. Mit Ulrich Noethen, Michael Rotschopf, Ulrich Matthes, Alexander Hacke, Thomas Heinze und Kai Wiesinger. Bearbeitung und Regie: Michael Farin. Deutschlandfunk Kultur 2022.
- 2023: Die Quellen sprechen – Die Verfolgung und Ermordung der europäischen Juden durch das nationalsozialistische Deutschland 1933–1945. Teil XVI: Das KZ Auschwitz 1942–1945 und die Zeit der Todesmärsche 1944/45. Skript: Michael Farin. Mit Wiebke Puls und Michael Rotschopf. Regie Ulrich Lampen. BR.

### Herausgaben
- Josefine Mutzenbacher oder die Geschichte einer wienerischen Dirne von ihr selbst erzählt: Ungekürzter Nachdruck der Erstausgabe aus dem Jahr 1906 mit Essays zum Werk. München, Schneekluth 1990. ISBN 3-7951-1170-6
- Lust am Schmerz. Texte und Bilder zur Flagellomanie. Schneekluth, München 1991, ISBN 3-7951-1173-0.
- Heroine des Grauens. Wirken und Leben der Elisabeth Báthory in Briefen, Zeugenaussagen und Phantasiespielen. 3. Auflage. Kirchheim, München 2003, ISBN 3-87410-038-3.
- mit Lisbeth Exner (Hrsg.): Wanda von Sacher-Masoch: Lebensbeichte. Belleville, München 2003, ISBN 3-936298-28-9.
- mit Hans Schmid (Hrsg.): Edgar Allan Poe: Die Geschichte des Arthur Gordon Pym aus Nantucket. Marebuchverlag, Hamburg 2008, ISBN 978-3-86648-092-6.
- mit Christine Pozsar (Hrsg.): Die Haarmann-Protokolle. Belleville, München 2009, ISBN 978-3-936298-00-0.
- Octave Mirbeau: Der Garten der Qualen. Aus dem Französischen von Susanne Farin. Belleville, München 2009, ISBN 978-3-936298-01-7.